# Joseph Vendryes
Joseph Vendryes (ur. 13 stycznia 1875 w Paryżu, zm. 30 stycznia 1960 tamże) – francuski językoznawca.
W 1907 został profesorem Uniwersytetu Paryskiego. Był członkiem wielu akademii, m.in. od 1947 PAU, a od 1959 PAN. Był przedstawicielem szkoły socjologicznej w językoznawstwie. Jest autorem prac na temat językoznawstwa indoeuropejskiego, ogólnego, języków klasycznych i języków celtyckich. Jego ważniejsze dzieła to Traité d’accentuation grecque (1904), Grammaire du vieil-irlandais (1908), Traité de grammaire comparée des langues classiques (1924, wspólnie z Antoine Meilletem) i Język (1921, wyd. pol. 1956).